# Art le Clown
Art le Clown est un personnage fictif de la franchise d'horreur Terrifier. Créé par le scénariste et réalisateur Damien Leone, Art est d'abord apparu dans des courts métrages à petit budget, réunis dans le film à sketches All Hallows' Eve (2013). Le personnage est le principal antagoniste de Terrifier (2016), Terrifier 2 (2022) et Terrifier 3 (2024). Mike Giannelli a d'abord interprété le personnage jusqu'à ce que David Howard Thornton signe pour le rôle.
Apparu à l'origine dans un second rôle dans The 9th Circle (2008) de Leone, après avoir reçu des commentaires positifs des téléspectateurs, il a décidé de développer d'autres courts métrages mettant en vedette le personnage. Après le succès critique et du box-office de Terrifier 2, Art a reçu beaucoup d'attention médiatique. Art a une acolyte ; une petite fille pâle (Amelie McLain) habillée en clown et des ennemis ; la dernière fille Victoria Heyes (Samantha Scaffidi) et Sienna Shaw (Lauren LaVera).

## Apparitions
Le personnage est apparu pour la première fois en 2008 dans le court métrage The 9th Circle, dans lequel il poursuit une jeune femme nommée Kathy (Kayla Lynn) dans une gare vide le soir d'Halloween. En tant que personnage mineur du film, Art kidnappe Casey et l'emmène dans un culte satanique pour la sacrifier. Art est ensuite apparu dans le court métrage Terrifier de 2011, où il traque et torture une jeune femme qui a été témoin d'un de ses précédents meurtres.
Le personnage a fait ses débuts au cinéma dans All Hallows' Eve (2013), mettant en vedette les deux premiers courts métrages sous forme de segments d'une cassette VHS que Sarah (Katie Maguire) regarde avec les enfants dont elle a la charge la nuit d'Halloween. Art entre dans le monde réel et assassine les enfants que Sarah, terrifiée, découvre.
Dans Terrifier (2016), le soir d'Halloween, Art remplit un sac poubelle d'armes diverses et commence à errer dans les rues de Miles County. Il rencontre Tara Hayes (Jenna Carnell) et Dawn (Katherine Corcoran), toutes deux ivres, qui le provoquent. Il crève les pneus de Dawn et les suit jusqu'à une pizzeria voisine, où il fait une fixation sur Tara, désemparée. Il assassine les deux filles et tous ceux qui se mettent en travers de son chemin. Plus tard, il part à la recherche de la sœur de Tara, Victoria Hayes (Samantha Scarfidi). Après l'avoir renversée en voiture, il mange une partie de son visage et se suicide lors d'un affrontement avec la police, la laissant gravement mutilée. Dans la scène finale, il est ressuscité à la morgue par une force inconnue et assassine rapidement le médecin légiste.
Dans Terrifier 2 (2022), après la mutilation de Victoria et son suicide, Art est devenu une légende urbaine dans le comté de Miles car son corps a disparu de la morgue après avoir été ressuscité par une entité sinistre. L'entité sinistre qui le ressuscite prend la forme de sa première victime, une petite fille qu'il a tuée lors d'une fête foraine des années auparavant, qui porte le même maquillage de clown que lui et qui est complètement muette, agissant comme sa partenaire dans le crime tout au long du film. Seuls Art et certaines personnes peuvent la voir. Un an plus tard, Art commence une nouvelle série de meurtres à l'occasion d'Halloween, en traquant l'adolescente Sienna Shaw (Lauren LaVera) et son jeune frère Jonathan (Elliot Fullam), dont le défunt père connaissait l'existence d'Art et de ses secrets. Il tente de tuer Sienna avec l'épée de son père, mais celle-ci ne fait que guérir ses blessures et elle s'en sert pour décapiter Art. Finalement, Victoria, qui se trouve maintenant dans un hôpital psychiatrique, donne naissance à la tête coupée d'Art, toujours vivante,,,.
Dans Terrifier 3 (2024), à l’heure actuelle, Art le Clown entre par la cheminée d'une maison et assassine brutalement les quatre membres d'une famille, les Thomas, le soir de Noël. Cinq ans plus tôt, après avoir été décapité par Sienna Shaw, le corps sans tête d’Art se dirige vers l’asile où la survivante, Victoria Heyes, maintenant possédée par l'esprit de la Petite Fille Pâle, vient de donner naissance à sa tête. Ils y tuent une infirmière et un gardien de sécurité avant de s’enfuir et de se reclure dans une maison abandonnée. Victoria se fracasse le visage contre le miroir d’une salle de bain et utilise un éclat de verre pour se suicider dans une baignoire en se taillant les veines des poignets, et Art est assis sur un rocking-chair dans le grenier. Les deux finissent par entrer en hibernation pendant une durée indéterminée.
Dans le présent, Sienna sort de l’hôpital pour aller habiter avec sa tante Jess, qui vit avec son mari Greg, et leur fille Gabbie, qui idolâtre Sienna mais n’a aucune connaissance des événements antérieurs. Sienna souffre de culpabilité de survivante et a fréquemment des hallucinations de sa meilleure amie décédée, Brooke, dont elle se sent coupable de sa mort. Elle a du mal à renouer avec son jeune frère, Jonathan, qui entre maintenant à l’Université et essaie de passer à autre chose. Art et Victoria sortent de leur sommeil lorsque deux ouvriers tombent sur leurs corps dans la maison. Le duo tue les ouvriers, et Victoria commence à travailler sur un costume, tandis qu’Art s’aventure dans une autre folie meurtrière. Art rencontre un imitateur du Père Noël dans un bar et l’assassine, ainsi que d’autres clients. Art se fait ensuite passer pour un Père Noël dans un centre commercial local et utilise des explosifs déguisés en cadeaux pour massacrer plusieurs clients, dont des enfants. Sienna aperçoit Art au centre commercial avant l’explosion, mais sa famille ne la croit pas.
Sienna rend visite à Jonathan à l'Université, où elle y rencontre le colocataire de Jonathan, Cole, et sa petite amie Mia, qui anime un podcast sur les crimes réels. Mia fait pression sur Sienna et Jonathan pour qu’ils participent à une interview sur le massacre de Miles County, mais Sienna refuse. Sienna avoue à Jonathan qu’elle pense qu’Art est toujours en vie, lui montrant des lettres qu’il lui a écrites alors qu’elle était à l’hôpital psychiatrique indiquant que les démons peuvent renaître à travers un hôte, comme Victoria. Elle dit également à Jonathan qu’elle a l’intention de retourner à l’attraction hantée Terrifier pour récupérer l’épée de son père. Art arrive à l’Université et tue Cole et Mia avec une tronçonneuse alors qu’ils font l’amour sous la douche. Sienna apprend le massacre du centre commercial aux informations et panique. Greg part chercher Jonathan pendant que Sienna s’endort. Elle rêve que des Anges fabriquent son costume d’Ange guerrière. Elle se réveille pour découvrir qu’Art et Victoria, maintenant vêtus d’un costume de clown, sont entrés dans sa maison, et Art l'assomme avec un maillet.
Alors que Sienna reprend conscience, elle voit le corps de Greg épinglé au mur et Jess ligotée en face d’elle. Victoria leur montre une tête écorchée dévorée par des rats, lui disant que c’est celle de Gabbie, puis Art tue Jess en lui enfonçant un tube dans la gorge, forçant les rats à se terrer dans sa gorge avec un chalumeau, la tante de Sienna meurt avec une version sadique du supplice du rat. Art entre soudainement avec Gabbie en otage, et Victoria révèle à Sienna que la tête écorchée est en fait celle de Jonathan. Victoria place une couronne d’épines sur la tête de Sienna et tente de la posséder, mais Sienna résiste et parvient à ouvrir un cadeau malgré ses blessures aux doigts, poignardant Victoria avec son contenu, l’épée de son père. Sienna décapite Victoria, qui se désintègre. Art attaque Sienna avec sa tronçonneuse, mais elle prend le dessus. Le sang de Victoria brûle à travers le sol et crée un portail vers l’Enfer. Gabbie tombe et se rattrape au bord, et Sienna laisse Art derrière elle pour la sauver. Sienna ne parvient malheureusement pas à la sauver, et Gabbie tombe dans l’abîme avec l’épée. Art s’enfuit par une fenêtre et monte dans un bus tandis que Sienna se jure de retrouver et de sauver Gabbie de l'Enfer.

## Fiche technique
|              | The 9th Circle (2008) | All Hallows' Eve (2013) | Terrifier (2016) | Terrifier 2 (2022) | Terrifier 3 (2024) | Terrifier 4 (2025) |
| ------------ | --------------------- | ----------------------- | ---------------- | ------------------ | ------------------ | ------------------ |
| Réalisateur  | Damien Leone          | Damien Leone            | Damien Leone     | Damien Leone       | Damien Leone       | Damien Leone       |
| Scénariste   | Damien Leone          | Damien Leone            | Damien Leone     | Damien Leone       | Damien Leone       | Damien Leone       |
| Musique      |                       | Noir Deco               | Paul Wiley       | Paul Wiley         | Paul Wiley         | Paul Wiley         |
| Photographie |                       | Tom Agnello             | George Steuber   | George Steuber     | George Steuber     | George Steuber     |

## Création et représentation
Leone voulait créer un personnage de clown basé sur les méchants emblématiques des films d'horreur, mais voulait qu'il soit complètement à l'opposé de Pennywise dans Ça (1990), étant dépourvu de couleur et de parole, Art est apparu pour la première fois dans le court métrage de Leone, The 9th Circle (2008). Bien qu'il ne s'agisse que d'un personnage mineur, les spectateurs l'ont trouvé particulièrement mémorable, ce qui a incité Leone à réaliser le court métrage Terrifier (2011), centré sur Art. Il souhaitait créer un long métrage sur ce personnage, mais a mis l'idée en suspens lorsque des producteurs l'ont approché pour présenter ses courts métrages sous forme de segments dans l'anthologie All Hallow's Eve, avec Art comme fil conducteur de tous les segments.
Dans les courts-métrages le mettant en scène, ainsi que dans All Hallow's Eve, Art était interprété par Mike Giannelli. Lorsque Leone a commencé à développer un long métrage basé sur Art, Giannelli a décidé de se retirer du métier d'acteur. Lorsque David Howard Thornton a soumis une cassette d'audition, il a été choisi pour incarner le méchant meurtrier et devrait le jouer dans les prochains volets. Thornton dit que son interprétation a été inspirée par des comédiens physiques classiques comme Charlie Chaplin et des méchants d'horreur célèbres comme Freddy Krueger de Robert Englund et Pennywise de Tim Curry, mais qu'il s'est surtout inspiré des différentes interprétations du Joker, le super-vilain emblématique.

## Accueil
Dans une critique positive du magazine Starburst, Sol Harris a écrit : « Art est un méchant vraiment énigmatique et mémorable. Il est souvent désagréable à regarder, ce qui le distingue quelque peu des icônes de l'horreur telles que Freddy Krueger et Chucky. Une mention spéciale doit être accordée à David Howard Thornton pour sa performance vraiment merveilleuse, qui tient facilement la dragée haute à Curry et Skarsgård. » Dans une critique plus médiocre, le blog Film School Rejects a loué l'interprétation de Thornton et son utilisation du langage corporel, mais a rejeté Terrifier et a considéré le personnage comme un misogyne avec une profonde haine pour les femmes.

## Culture populaire
En 2018, la société de vêtements Terror Threads a sorti un pull moche de Noël à l'effigie du personnage. 
Le rappeur et chanteur américain Ghostemane cite le personnage comme influence pour son album studio ANTI-ICON (2020).
Le personnage apparaît aussi dans le clip de la chanson A Work of Art du groupe metalcore Ice Nine Kills. 